# Ladislav Janoušek
Ladislav Janoušek (data de nascimento e morte desconhecidos) foi um ciclista olímpico tchecoslovaco. Representou sua nação nos Jogos Olímpicos de Verão de 1920.